# 上原伸一
上原 伸一（うえはら しんいち、1965年12月23日 - ）は、日本の男性アニメーション美術監督。大阪府吹田市出身。大阪デザイナー専門学校を経てマッドハウスに入社。アニメ監督の浅香守生とは共に同専門学校アニメーション学科の8期生で、同期入社となる。長年に渡りマッドハウスの美術スタッフとして活躍し、『四畳半神話大系』の仕事を最後に独立。2013年、自身が代表を務める美術背景制作会社スタジオラグラスを設立した。

## 美術監督作品
- 1991年『うる星やつら いつだってマイ・ダーリン』 美術監督
- 1992年『絶愛-1989-』 美術監督
- 1994年『幽幻怪社』 美術監督、背景
- 1995年『あずきちゃん ホワイト・バレンタイン♥ 恋のチャンスがやってきた!!』 美術監督
- 1996年『鉄腕バーディー』 美術監督(2話)、背景
- 2001年『龍神沼』 美術
- 2001年『消えた赤ずきんちゃん』 美術
- 2003年『獣兵衛忍風帖 龍宝玉篇』 美術監督
- 2004年『BECK』 美術監督
- 2005年『Paradise Kiss』 美術監督
- 2009年『マイマイ新子と千年の魔法』 美術監督
- 2009年『青い文学シリーズ「こゝろ」』 美術監督
- 2010年『四畳半神話大系』 美術監督
- 2012年『坂道のアポロン』 美術監督
- 2013年『花は咲く』 美術監督
- 2014年『新劇場版 頭文字D Legend1 -覚醒-』 美術監督
- 2015年『新劇場版 頭文字D Legend2 -闘走-』 美術監督
- 2015年『これから先、何度あなたと。』 美術監督
- 2016年『新劇場版 頭文字D Legend3 -夢現-』 美術監督
- 2017年『魔法陣グルグル』 美術監督
- 2017年『夜は短し歩けよ乙女』 美術監督

## 背景・美術・その他参加作品
- 1987年『JUNK BOY』 背景
- 1988年『銀河英雄伝説 わが征くは星の大海』 背景
- 1988年『風を抜け!』 背景
- 1988年『魔界都市〈新宿〉』 背景
- 1988年『悪魔の花嫁 蘭の組曲』 背景
- 1988年『妖精王』 背景
- 1989年『ジャングル大帝』 背景
- 1989年『うる星やつら ヤギさんとチーズ』 背景
- 1989年『MIDNIGHT EYE ゴクウ I』 背景
- 1989年『MIDNIGHT EYE ゴクウ II』 背景
- 1989年『御先祖様万々歳!』 背景
- 1989年『YAWARA!』 背景
- 1990年『『風の名はアムネジア』 背景
- 1990年『電脳都市OEDO808』 背景
- 1990年『MAROKO 麿子』 背景
- 1990年『NINETEEN 19』 背景
- 1990年『雲のように風のように』 背景
- 1990年『けろけろけろっぴの大冒険 ふしぎな豆の木』 背景
- 1993年『獣兵衛忍風帖』 背景
- 1993年『お星さまのレール』 背景
- 1993年『人魚の傷』 背景
- 1994年『かっ飛ばせ!ドリーマーズ〜広島カープ誕生物語〜』 背景
- 1994年『D・N・A² 〜何処かで失くしたあいつのアイツ〜』 背景
- 1994年『幽☆遊☆白書 冥界死闘篇 炎の絆』 背景
- 1994年『NINKU -忍空- ナイフの墓標』 背景
- 1995年『アンネの日記』 背景
- 1996年『YAWARA! Special ずっと君のことが…。』 背景
- 1997年『あずきちゃん』 背景
- 1997年『PERFECT BLUE』 背景
- 1998年『MASTERキートン』 背景
- 1998年『ウルトラニャン2 ハッピー大作戦』 背景
- 1999年『カードキャプターさくら』 背景
- 2000年『バンパイアハンターD』 背景
- 2000年『はじめの一歩』 背景
- 2000年『サクラ大戦』 美術補佐
- 2001年『X』 背景
- 2002年『千年女優』 背景
- 2002年『十二国記』 背景
- 2002年『小川のメダカ』 背景
- 2003年『東京ゴッドファーザーズ』 背景
- 2003年『GUNSLINGER GIRL』 美術、背景
- 2003年『SPACE PIRATE CAPTAIN HERLOCK OUTSIDE LEGEND 〜The Endless Odyssey〜』 背景
- 2004年『妄想代理人』 美術、背景
- 2006年『パプリカ』 背景
- 2006年『NANA-ナナ-』 背景
- 2006年『BLACK LAGOON The Second Barrage』 美術
- 2006年『DEATH NOTE』 背景
- 2009年『こばと。』 背景
- 2009年『サマーウォーズ』 背景
- 2009年『はじめの一歩 New Challenger』 美術、美術設定
- 2010年『劇場版BLEACH 地獄篇』 背景
- 2011年『とある飛空士への追憶』 背景
- 2011年『Steins;Gate』 美術
- 2011年『ブレイド』 背景
- 2013年『銀魂’延長戦』 背景
- 2013年『帰宅部活動記録』 背景
- 2014年『アオハライド』 背景
- 2014年『劇場版 カードファイト!! ヴァンガード ネオンメサイア』 背景
- 2014年『THE LAST -NARUTO THE MOVIE-』 背景
- 2014年『寄生獣 セイの格率』 背景
- 2015年『日本アニメ（ーター）見本市「ヤマデロイド」』 背景
- 2015年『BORUTO -NARUTO THE MOVIE-』 背景
- 2016年『Noblesse: Awakening 』 Art Designer
- 2017年『有頂天家族2』 背景
- 2017年『夜明け告げるルーのうた』 背景
- 2018年『ペンギン・ハイウェイ』 背景
- 2018年『DEVILMAN crybaby』 背景
- 2019年『モブサイコ100 第一回霊とか相談所慰安旅行 ～ココロ満たす癒やしの旅～』 美術設定
- 2019年『放課後さいころ倶楽部』 美術設定、背景
- 2023年『るろうに剣心 -明治剣客浪漫譚- (2023)』 美術設定